# Zwitterione
Lo zwitterione (dal tedesco Zwitter "ermafrodita") è una molecola elettricamente neutra che presenta al suo interno un ugual numero di cariche formali positive e negative. Come tale, non subisce l'azione di un campo elettrico e quindi non migra in processi di elettrolisi o di elettroforesi. Il nome zwitterione fu coniato dal chimico tedesco Friedrich Wilhelm Küster nel 1894.

Reazione di ionizzazione dell'acido solfammico: a sinistra la forma priva di cariche, a destra la forma zwitterionica

## Struttura
Se, al modificarsi del pH, una molecola riesce ad acquisire contemporaneamente due cariche di natura opposta, allora significa che possiede porzioni di sé che si comportano chimicamente in maniera opposta, come fanno un acido e una base. Uno zwitterione è infatti una molecola che ha uno o più sostituenti acidi e lo stesso numero di sostituenti basici.
Gli equilibri delle reazioni di ionizzazione degli zwitterioni sono dipendenti dal pH: a pH acidi i composti tendono a formare cationi, a pH basici tendono a formarsi anioni. Il valore esatto di pH per il quale un composto esiste sotto forma zwitterionica è definito punto isoelettrico. 
In genere, i composti che si presentano come zwitterioni sono poco solubili nei solventi organici e abbastanza solubili in acqua, in accordo con la loro natura ionica. Tipiche molecole di questo tipo sono gli amminoacidi.

Reazione di ionizzazione di un generico amminoacido

### Amminoacidi
L'equilibrio della reazione di ionizzazione di un amminoacido in acqua è fortemente spostato verso la forma zwitterionica, questo perché il gruppo acido tenderà a dissociarsi secondo la seguente reazione:
{\displaystyle {\ce {-COOH + H2O <=>> -COO- + H+}}}
mentre il gruppo basico reagirà come segue:
{\displaystyle {\ce {-NH2 + H2O <=>>-NH3+ + OH-}}}
Le costanti di dissociazione acida e basica ({\displaystyle pK_{a}} e {\displaystyle pK_{b}}) degli amminoacidi proteinogenici misurate sperimentalmente confermano che l'equilibrio della reazione globale mostrata in figura, è fortemente spostato verso il prodotto zwitterionico. Anche per quanto riguarda gli amminoacidi non proteinogenici, l'equilibrio di reazione è spostato verso il prodotto.

### Altri composti

Forma zwitterionica della psilocibina
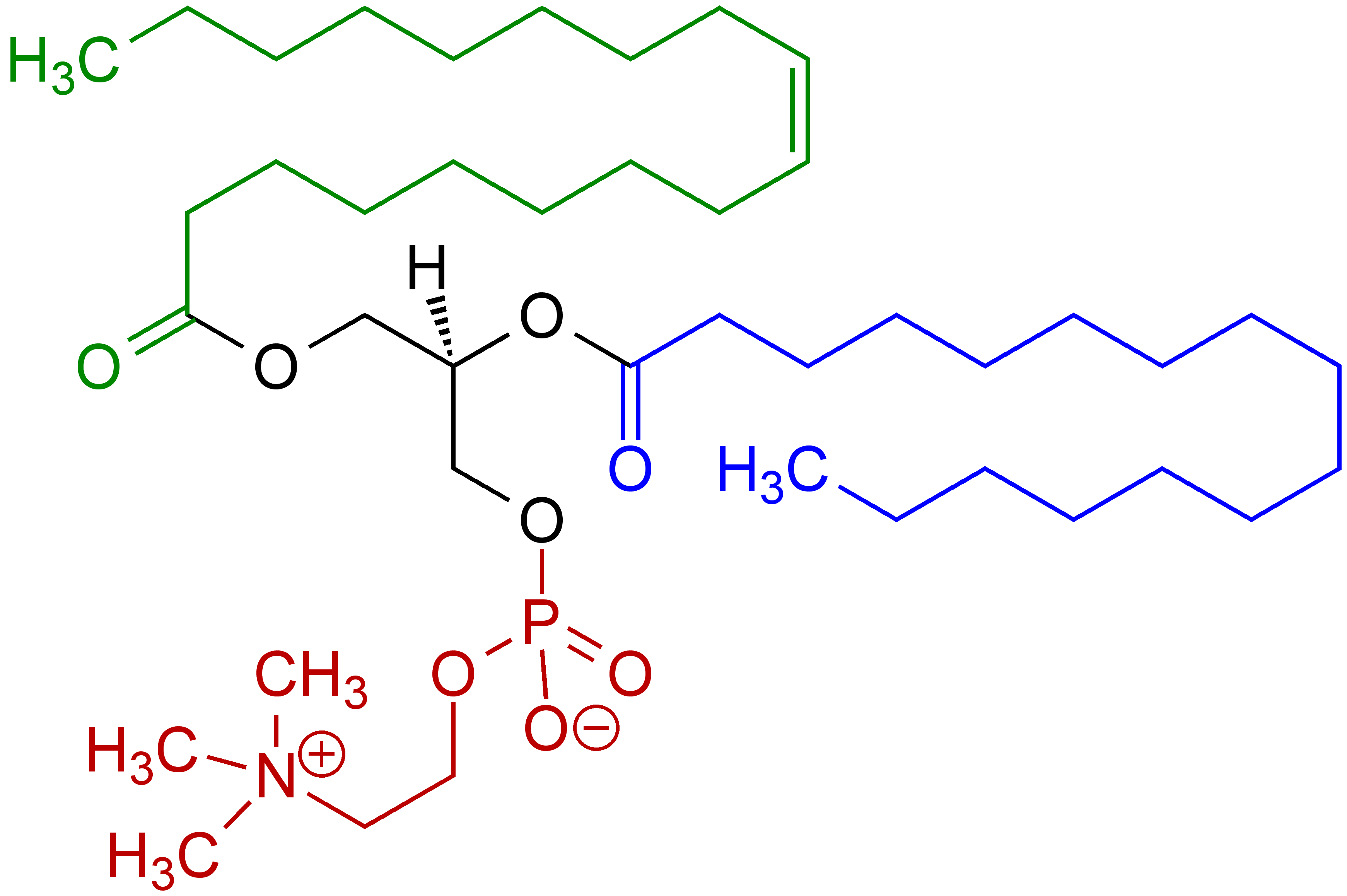
Forma zwitterionica della fosfatidilcolina
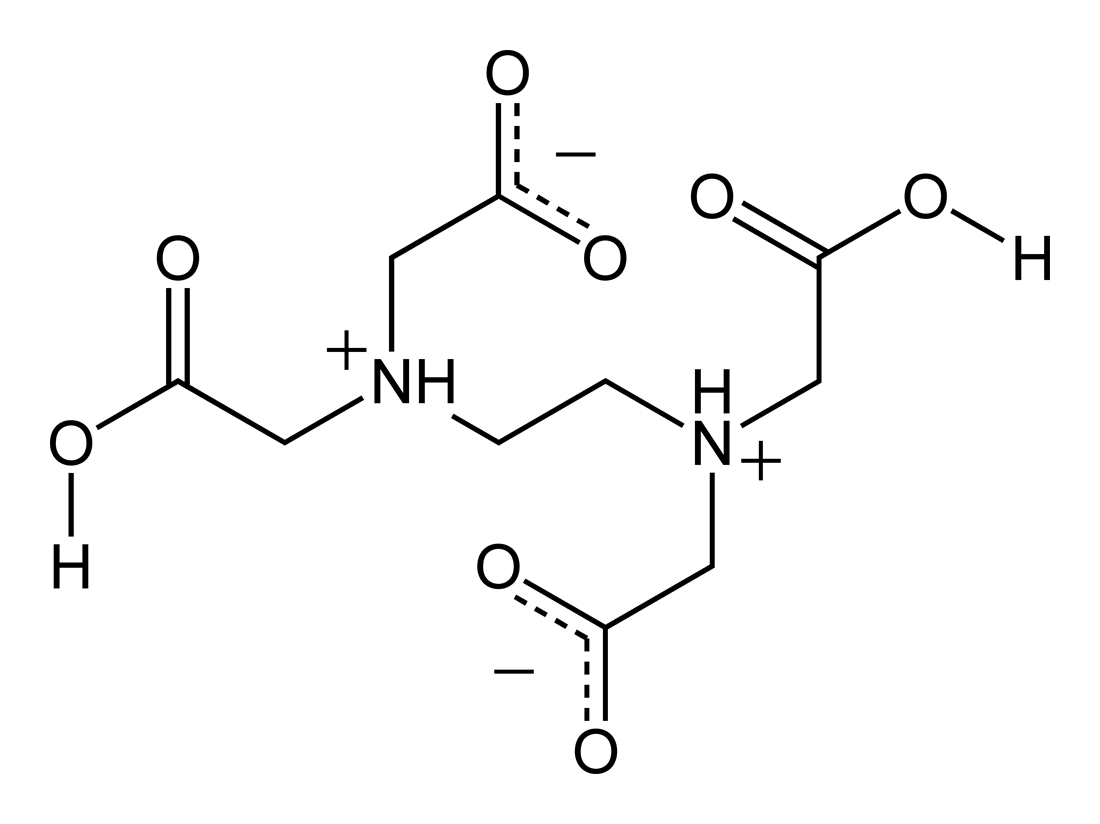
Forma zwitterionica dell'EDTA